# Jalil Lespert
Jalil Lespert (Parigi, 11 marzo 1976) è un attore e regista francese.

## Biografia
Nato in Francia, sua madre è di origini algerine. Suo padre Jean Lespert e suo fratello Yaniss Lespert sono entrambi attori. Alla edizione del 2001 ha vinto il Premio César per la migliore promessa maschile per il suo ruolo in Risorse umane di Laurent Cantet.

## Filmografia

### Attore

#### Cinema

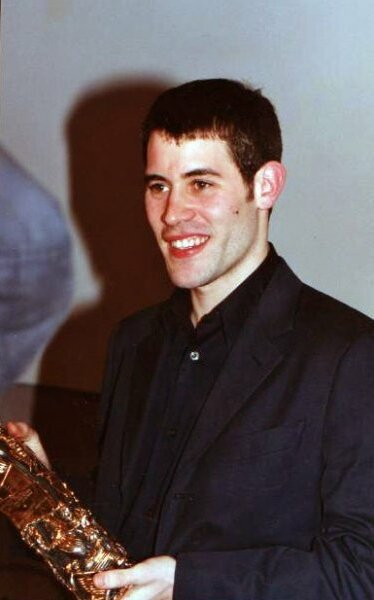
Jalil Lespert ai César del 2001

- Jeux de plage, regia di Laurent Cantet (1995)
- Le Centre du monde, regia di Djibril Glissant (1998)
- Le nostre vite felici (Nos vies heureuses), regia di Jacques Maillot (1998)
- Bonne résistance à la douleur, regia di Pierre-Erwan Guillaume (1999)
- Un dérangement considérable, regia di Bernard Stora (1999)
- Risorse umane (Ressources humaines), regia di Laurent Cantet (1999)
- Sade, regia di Benoît Jacquot (2000)
- Bella ciao, regia di Stéphane Giusti (2000)
- Inch'Allah dimanche, regia di Yamina Benguigui (2001)
- L'Idole, regia di Samantha Lang (2001)
- Vivre me tue, regia di Jean-Pierre Sinapi (2002)
- Lapin intégral, regia di Cecilia Rouaud (2003)
- Œdipe - (N+1), regia di Éric Rognard (2003)
- Mai sulla bocca (Pas sur la bouche), regia di Alain Resnais (2003)
- Les Amateurs, regia di Martin Valente (2003)
- Boloko, regia di Fabien Gaillard (2004)
- Le passeggiate al Campo di Marte (Le Promeneur du Champ-de-Mars), regia di Robert Guédiguian (2004)
- Virgil, regia di Mabrouk el Mechri (2004)
- L'Ennemi naturel, regia di Pierre Erwan Guillaume (2004)
- Le Petit Lieutenant, regia di Xavier Beauvois (2004)
- Le Voyage en Arménie, regia di Robert Guédiguian (2006)
- Non dirlo a nessuno (Ne le dis à personne), regia di Guillaume Canet (2006)
- Pa-ra-da, regia di Marco Pontecorvo (2008)
- Lignes de front, regia di Jean-Christophe Klotz (2010)
- Chez Gino regia di Samuel Benchetrit (2011)
- Un baiser papillon, regia di Karine Silla-Pérez (2011)
- Love and Bruises, regia di Lou Ye (2011)
- Post partum, regia di Delphine Noels (2013)
- Landes, regia di François-Xavier Vives (2013)
- De guerre lasse, regia di Olivier Panchot (2014)
- Iris, regia di Jalil Lespert (2016)
- Quattro vite (Orpheline), regia di Arnaud des Pallières (2016)
- The Escape, regia di Dominic Savage (2017)
- Notti magiche, regia di Paolo Virzì (2018)
- Mon frère - Tutto per mio fratello (Mon frère), regia di Julien Abraham (2019)
- Tralala, regia di Arnaud e Jean-Marie Larrieu (2021)
- Una relazione, regia di Stefano Sardo (2021)
- Piscina infinita (Infinity Pool), regia di Brandon Cronenberg (2023)
- GTMAX, regia di Olivier Schneider (2024)

#### Televisione
- Les Sanguinaires, regia di Laurent Cantet (1997)
- Libre à tout prix, regia di Marie Vermillard (2001)
- Pigalle, la nuit, regia di Hervé Hadmar (2009)

### Regista
- 24 mesures (2007)
- Des vents contraires (2011)
- Tender - Videoclip del gruppo Stuck In The Sound (2012)
- Yves Saint Laurent (2014)
- Versailles (2015)
- Iris (2016)
- Le dindon - Il tacchino (2019)

## Doppiatori italiani
- Alberto Bognanni in Quattro vite, The Escape
- Francesco Bulckaen in Risorse umane
- Franco Mannella in Le passeggiate al Campo di Marte
- Paolo Vivio in Non dirlo a nessuno
- Simone D'Andrea in Iris
- Riccardo Scarafoni in GTMAX